# Facelift Tour
Facelift Tour – trasa koncertowa amerykańskiego zespołu muzycznego Alice in Chains, promująca wydany w sierpniu 1990 debiutancki album studyjny Facelift. W sumie liczyła 159 koncertów, i była podzielona na trzy etapy. Grupa w ramach tournée po raz pierwszy odwiedziła kontynent europejski.

## Opis trasy

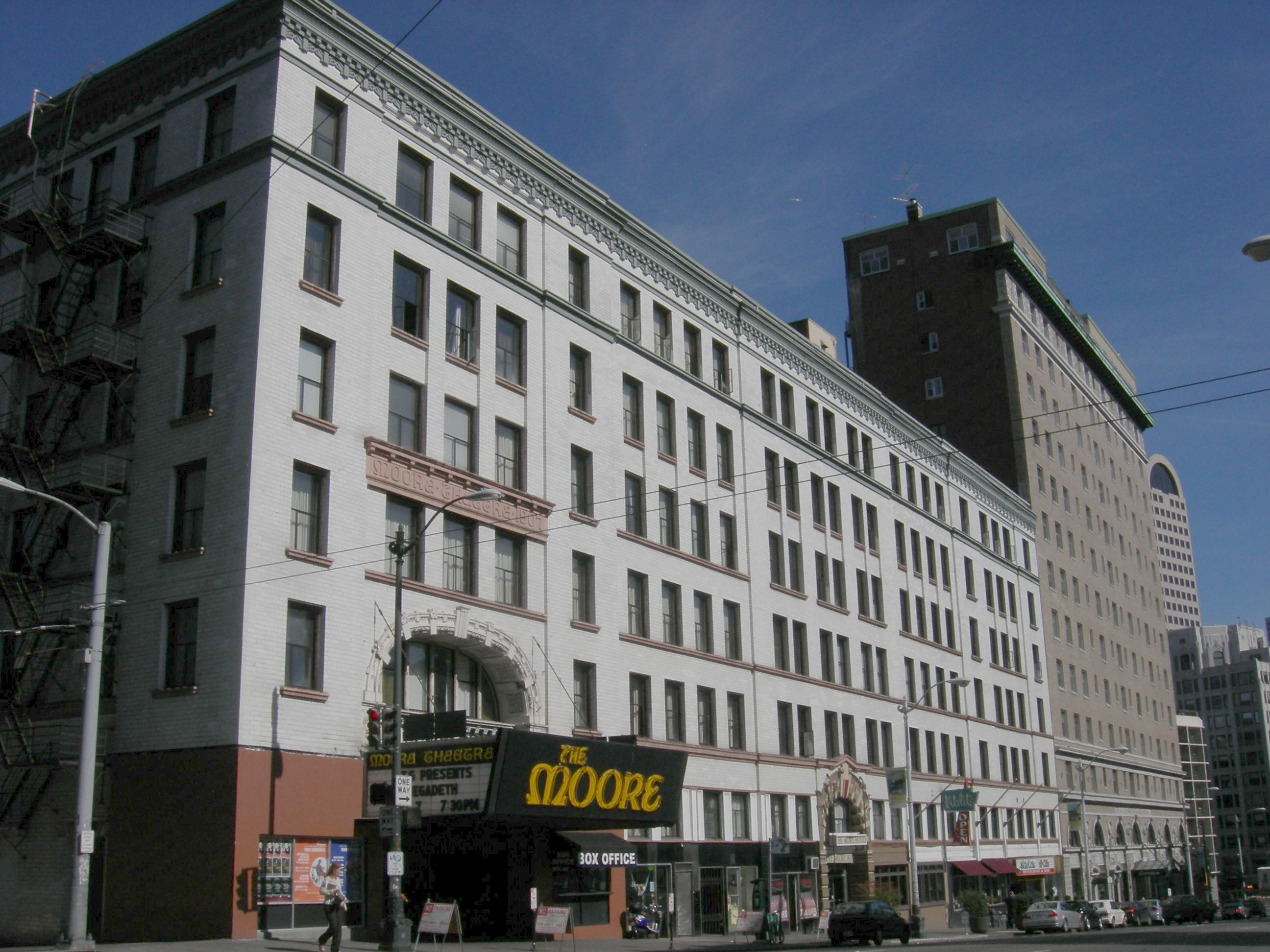
Moore Theatre – miejsce, w którym zarejestrowano Live Facelift

Trasa rozpoczęła się 1 czerwca 1990 koncertem w Central Tavern na terenie Seattle. Podczas występów w Lake City Concert Hall w Seattle 15 czerwca oraz Melody Ballroom w Portland 25 lipca, zespół wystąpił w roli supportu przed Soundgarden. Na przełomie sierpnia i września grupa pełniła rolę supportu dla Extreme w ramach Pornograffitti Tour, podczas której wielokrotnie dochodziło do nieporozumień pomiędzy członkami obydwu zespołów. Sean Kinney na łamach miesięcznika „Guitar World” przyznał: „Otwieraliśmy występy dla nich podczas naszej pierwszej trasy. Ich publiczność nas wykopała, ale było dużo tarcia między nami i Extreme”. Od 12 listopada do 12 grudnia, kwartet występował w ramach Brick By Brick Tour, w roli supportu przed Iggy Popem. Randy Biro, pełniący ówcześnie rolę członka ekipy technicznej, przyznał, że atmosfera w trakcie wspólnego tournée była „znacznie milsza” i bardziej profesjonalna, również jeśli chodzi o jakość dźwięku i oświetlenie. Koncert, jaki zespół zagrał 22 grudnia w Moore Theatre, został zarejestrowany i wyreżyserowany przez Josha Tafta. 30 lipca 1991 ukazał się na VHS Live Facelift. 17 stycznia grupa otwierała występ Poison w Memorial Coliseum w Portland. Layne Staley i Mike Starr wystąpili z członkami zespołu na jednej scenie w interpretacji „Rock and Roll All Nite” Kiss. 8 lutego Alice in Chains wystąpili w Long Beach Arena, poprzedzając koncert L.A. Guns i Ozzy’ego Osbourne’a. Pod koniec występu, wszyscy członkowie zagrali na scenie cover The Rolling Stones „Jumpin’ Jack Flash”. 23 lutego muzycy zaprezentowali się w roli headlinera obok sióstr Ann i Nancy Wilson w Paramount Theatre, podczas wydarzenia Concert For Peace. Na zakończenie koncertu wykonali cover Cata Stevensa „Peace Train”. 3 marca członkowie zespołu wystąpili na gali rozdania Northwest Music Award, wykonując utwory „Rooster” i „Man in the Box”. Zespół został nagrodzony w kategorii Rock Recording za Facelift.
10 marca grupa udała się do Europy, gdzie występowała w roli supportu dla zespołów The Almighty i Megadeth w ramach Oxidation of the Nations Tour. 17 kwietnia kwartet wystąpił w Seattle w klubie przy nabrzeżu Pier 48, wykonując utwory „It Ain’t Like That” i „Would?”. Sceny te zostały zarejestrowane specjalnie na potrzeby komedii obyczajowej Samotnicy w reżyserii Camerona Crowe’a.

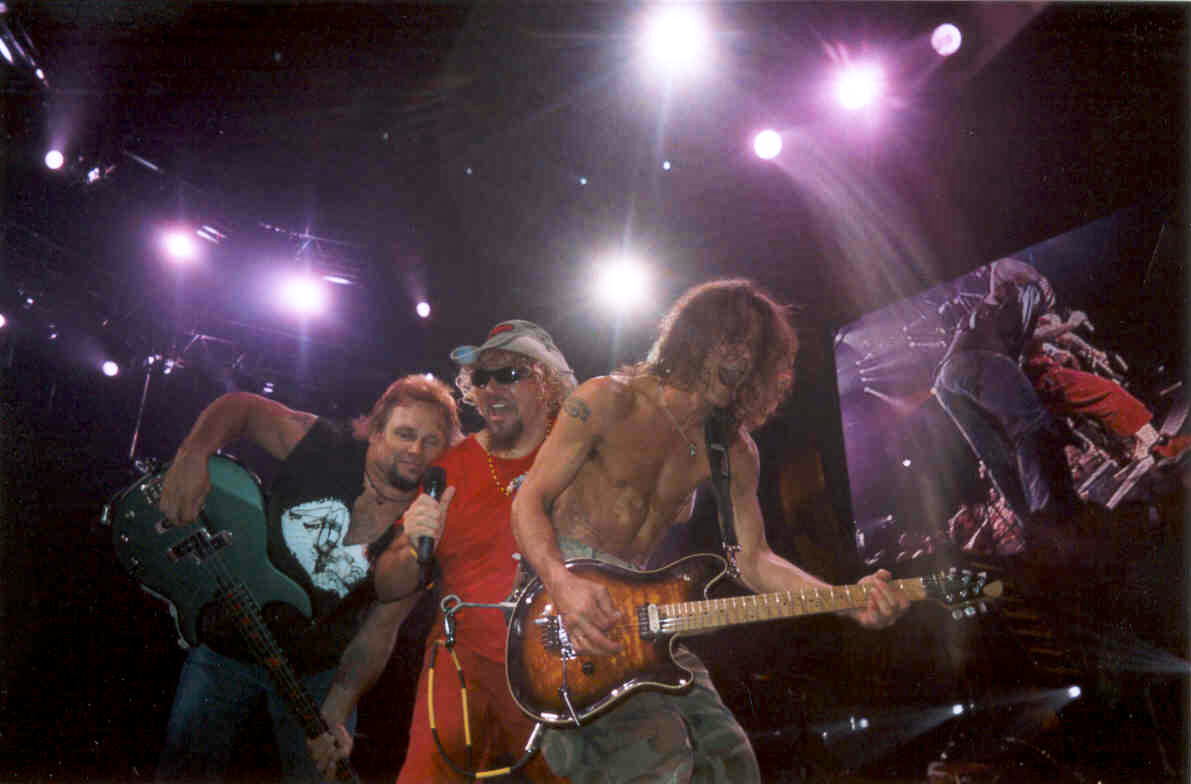
W ramach ostatniego etapu trasy, Alice in Chains otwierali występy dla Van Halen

Od maja do lipca muzycy koncertowali podczas amerykańskiej edycji trasy Clash of the Titans, pełniąc rolę supportu dla thrashmetalowych grup Anthrax, Megadeth i Slayer. Pierwotnie udział w tournée miała wziąć formacja Death Angel, jednak z powodu wypadku drogowego, muzycy odwołali swój udział. W jednym z wywiadów Layne Staley przyznał: „Wytrzymywaliśmy publikę Slayera każdej nocy przez jakieś 50 dni, i myśleliśmy, że po tym już nic nie zrobimy. Slayer to nie była publika łatwa do zadowolenia”. Cantrell w rozmowie z „San Antonio Express-News” stwierdził: „To była próba ognia. Nie było to łatwe, ale bywało nieraz zabawnie. Spędziliśmy wiele nocy grając, kiedy nad naszymi głowami latały różne przedmioty. Czasem bywało dość brutalnie. Ale to nie było w stanie nas zatrzymać”. W innym z wywiadów muzyk podkreślił, że „fani Slayera byli bardzo brutalni dla nas. Kiedy graliśmy w Red Rocks Amphitheatre, rzucali w nas tak wieloma przedmiotami, że ledwo widzieliśmy tłum”.
16 sierpnia koncertem w Atlancie, zespół zainaugurował trzeci etap Facelift Tour, otwierając występy dla Van Halen w ramach For Unlawful Carnal Knowledge Tour. Wokalista Sammy Hagar sam dokonał wyboru supportu na trasę. Na łamach „Seattle Post-Intelligencer” przyznał: „Obserwowałem MTV, i zobaczyłem teledysk do «Man in the Box». Layne Staley jest dziś jednym z lepszych nowych wokalistów rockowych”. 3 października kwartet wystąpił w Marriott Hotel Ballroom na terenie Los Angeles, podczas uroczystości rozdania Foundations Award. Zespół wykonał kompozycję „Would?” oraz został nagrodzony w kategorii Best Debut Album. Jerry Cantrell wybrał się wraz z bratem pod koniec listopada na polowanie. Przekonany, że listopad ma 31 dni, opuścił pierwszy grudniowy koncert. W prezencie otrzymał od wytwórni Columbia podręczy kalendarz. 6 października, w trakcie występu w Hollywood Palladium, Cantrell wystąpił gościnnie w utworze „Reach Down” supergrupy Temple of the Dog.

### Setlista
W ramach tournée, na żywo zadebiutował utwór „Confusion” (1 czerwca 1990). Podstawę setlist stanowiły kompozycje z Facelift, które prezentowane były podczas poprzedniego cyklu występów. Na koncertach zespół wykonywał premierowo: „Dirt” (6 grudnia 1990), „Rooster” (1 lutego 1991), „Sickman” (6 października 1991) i „Junkhead” (21 grudnia 1991), które znalazły się na wydanym we wrześniu 1992 albumie Dirt. 21 grudnia 1991 grupa wykonała kompozycję „Am I Inside”, która na początku lutego 1992 weszła w skład minialbumu Sap. „Would?” zadebiutował w ramach Clash of the Titans (16 maja 1991). Podczas trzeciego etapu trasy, zespół wykonywał fragmenty coverów Black Sabbath („Sweet Leaf”), Fleetwood Mac („The Green Manalishi (With the Two Prong Crown)”), Hanoi Rocks („Taxi Driver”) Judas Priest („Living After Midnight”) i Soundgarden („Hunted Down”). W trakcie tournée, podczas pierwszego i trzeciego etapu, muzycy sporadycznie grali „Queen of the Rodeo”, kompozycję pochodzącą z albumu demo The Treehouse Tapes z 1988.
| Setlista 1990 |
| --- |
| 1. „It Ain’t Like That” 2. „Man in the Box” 3. „Real Thing” 4. „Put You Down” 5. „Confusion” 6. „Bleed the Freak” 7. „Sunshine” 8. „We Die Young” 9. „Queen of the Rodeo” Uwagi: - Standardowe setlisty zespołu liczyły od dwunastu do trzynastu kompozycji. - Podczas koncertów w roli supportu, Alice in Chains prezentowali od pięciu do dziewięciu kompozycji, z uwagi na ograniczenia czasowe. - Na występach nieregularnie grane były: „Love, Hate, Love”, „Sea of Sorrow”, „I Can’t Remember”, „I Know Somethin’ (‘Bout You)” i „Dirt”. |

| Setlista 1991 |
| --- |
| 1. „Would?” 2. „Real Thing” 3. „Put You Down” 4. „Love, Hate, Love” 5. „We Die Young” 6. „Bleed the Freak” 7. „It Ain’t Like That” 8. „Man in the Box” Uwagi: - Standardowe setlisty zespołu liczyły od dwunastu do trzynastu kompozycji. - Podczas koncertów w roli supportu, Alice in Chains prezentowali skrócony program, z uwagi na ograniczenia czasowe. - Na koncertach nieregularnie grane były: „Sea of Sorrow”, „I Know Somethin’ (‘Bout You)”, „Sunshine”, „Dirt”, „Confusion”, „Queen of the Rodeo”, „I Can’t Remember”, „Rooster”, „Sickman”, „Am I Inside”, „Junkhead” oraz fragmenty coverów z repertuaru Black Sabbath, Fleetwood Mac, Hanoi Rocks, Judas Priest i Soundgarden. |

### Support
Podczas pierwszego etapu trasy, trwającego od czerwca 1990 do marca 1991, w roli supportu występowały zespoły Bonefactory, Derelicts, Dose Dumpster, Electric Love Hogs, I Love You, L7, Love on Ice, Lukin, Pearl Jam (grający ówcześnie pod nazwą Mookie Blaylock), Screaming Trees, Sleep Capsule, Son of Man, Sweet Water oraz Thick as Thieves. Eddie Vedder odnosząc się do wspólnych występów, przyznał, że „interesującym było oglądać zespół, który potrafi zmieniać nastroje ludzi”. Basista Jeff Ament, w jednym z wywiadów stwierdził: „Wtedy dopiero co zaczynaliśmy wspólne granie. No i musieliśmy napisać kilka piosenek. Niedługo po tym, dostaliśmy ofertę wspólnych występów z Alice in Chains. Byliśmy jeszcze dzieciakami. Już wtedy wraz ze Stone’em wiedzieliśmy, że drzemie w nas spory potencjał. Musieliśmy tylko wyjść na scenę, i zagrać najlepiej jak potrafiliśmy”. Cantrell przyznał, że „chcieliśmy im dać jedynie tyle okazji do otwarcia, ile nam dano we wczesnych latach naszego zespołu”.
- Sleep Capsule  (5 lipca 1990, USA)
- Son of Man  (22 sierpnia, 7 września 1990, USA)
- Derelicts  (25 sierpnia 1990, USA)
- Dose Dumpster  (25 sierpnia 1990, USA)
- L7  (25 sierpnia 1990, USA)
- Bonefactory  (7 września 1990, USA)
- Pearl Jam  (22 grudnia 1990–11 stycznia, 1 lutego, 7 lutego, 10–12 lutego, 15–20 lutego, 22 lutego 1991, USA)
- Sweet Water  (1 lutego, 21 grudnia 1991, USA)
- BulletBoys  (8 lutego 1991, USA)
- Lynch Mob  (8 lutego 1991, USA)
- Electric Love Hogs  (11 lutego 1991, USA)
- Thick as Thieves  (11 lutego 1991, USA)
- I Love You  (15 lutego 1991, USA)
- Screaming Trees  (15 lutego 1991, USA)
- Lukin  (16, 20 lutego 1991, USA)
- Love on Ice  (20 lutego 1991, USA)
- Thunder  (6 października 1991, USA)
- Spinal Tap  (6 października 1991, USA)

## Odbiór

### Krytyczny
Chris Watts z „Kerrang!”, recenzując występ w Marquee Club w Londynie, napisał, że „Alice in Chains wyglądają na wpół przerażonych, gdy przemierzają do swoich ulubionych, ponurych akordów przed tłumem widzów”. W dalszej części autor dodał: „Zespół jest często zdumiewający, a wokalista Layne Staley jest niczym innym jak mikro-Bogiem. Dźwięk nie znajduje się w odległości miliona mil od Jane’s Addiction, chociaż Alice jest nieskrępowana przez złudzenie sztuki lub zbyt wielką tandetę. Zamiast tego, może pochwalić się potężną energią gitary Cantrella, bezlitosnym bębnieniem Seana Kinneya i wycieńczającym rykiem Staleya. To działa. Postrzępiony, ożywczy pokaz”. Brian Brandes Brinkerhoff z tego samego tygodnika, odnosząc się do podsumowania koncertu Alice in Chains i Van Halen w Costa Mesa napisał, że zespół z Seattle „posiada coś nowego i ekscytującego” oraz ma wszelkie predyspozycje do tego, aby „stawić czoła tak zniechęcającym zadaniom, odejść z własną dumą i dodaniem kilku nowych fanów”.

## Daty i miejsca koncertów
| Data                 | Miasto              | Kraj              | Obiekt                                 | Support                                       | Wsparcie dla            |
| -------------------- | ------------------- | ----------------- | -------------------------------------- | --------------------------------------------- | ----------------------- |
| Ameryka Północna     |                     |                   |                                        |                                               |                         |
| 1 czerwca 1990       | Seattle             | Stany Zjednoczone | Central Tavern                         | N/A                                           | N/A                     |
| 15 czerwca 1990      | Seattle             | Stany Zjednoczone | Lake City Concert Hall                 | N/A                                           | Soundgarden             |
| 5 lipca 1990         | Seattle             | Stany Zjednoczone | Off Ramp Café                          | Sleep Capsule                                 | N/A                     |
| 25 lipca 1990        | Portland            | Stany Zjednoczone | Melody Ballroom                        | N/A                                           | Soundgarden             |
| 7 sierpnia 1990      | Oakland             | Stany Zjednoczone | The Omni                               | N/A                                           | N/A                     |
| 10 sierpnia 1990     | Los Angeles         | Stany Zjednoczone | Club Lingerie                          | N/A                                           | N/A                     |
| 21 sierpnia 1990     | Seattle             | Stany Zjednoczone | Off Ramp Café                          | N/A                                           | N/A                     |
| 22 sierpnia 1990     | Seattle             | Stany Zjednoczone | NAF Studios                            | Son of Man                                    | N/A                     |
| 25 sierpnia 1990     | Seattle             | Stany Zjednoczone | Motorsports International Garage       | Derelicts Dose Dumpster L7                    | N/A                     |
| 2 września 1990      | Seattle             | Stany Zjednoczone | Seattle Center Arena                   | N/A                                           | N/A                     |
| 7 września 1990      | Seattle             | Stany Zjednoczone | Central Tavern                         | Bonefactory • Son of Man                      | N/A                     |
| 14 września 1990     | Los Angeles         | Stany Zjednoczone | La Riena Sheraton                      | N/A                                           | Judas Priest            |
| 15 września 1990     | Westminster         | Stany Zjednoczone | The Forum                              | N/A                                           | N/A                     |
| 17 września 1990     | Salt Lake City      | Stany Zjednoczone | Speedway Café                          | N/A                                           | N/A                     |
| 18 września 1990     | Englewood           | Stany Zjednoczone | Gothic Theatre                         | N/A                                           | Extreme                 |
| 20 września 1990     | Kansas City         | Stany Zjednoczone | The Lone Star                          | N/A                                           | Extreme                 |
| 22 września 1990     | Milwaukee           | Stany Zjednoczone | President’s Room                       | N/A                                           | Extreme                 |
| 23 września 1990     | River Grove         | Stany Zjednoczone | The Thirsty Whale                      | N/A                                           | Extreme                 |
| 24 września 1990     | Minneapolis         | Stany Zjednoczone | First Avenue                           | N/A                                           | Extreme                 |
| 26 września 1990     | Roseville           | Stany Zjednoczone | The Ritz                               | N/A                                           | Extreme                 |
| 27 września 1990     | Cleveland           | Stany Zjednoczone | Agora                                  | N/A                                           | Extreme                 |
| 2 października 1990  | New Haven           | Stany Zjednoczone | Toad’s Place                           | N/A                                           | Extreme                 |
| 3 października 1990  | Nowy Jork           | Stany Zjednoczone | Cat Club                               | N/A                                           | Extreme                 |
| 5 października 1990  | Boston              | Stany Zjednoczone | Orpheum Theatre                        | N/A                                           | Extreme                 |
| 6 października 1990  | Baltimore           | Stany Zjednoczone | Hammerjack’s                           | N/A                                           | Extreme                 |
| 11 października 1990 | Saint Louis         | Stany Zjednoczone | Mississippi Nights                     | N/A                                           | Extreme                 |
| 12 października 1990 | Memphis             | Stany Zjednoczone | Night Moves                            | N/A                                           | N/A                     |
| 14 października 1990 | Dallas              | Stany Zjednoczone | Dallas City Limits                     | N/A                                           | Extreme                 |
| 16 października 1990 | Austin              | Stany Zjednoczone | Backroom                               | N/A                                           | Extreme                 |
| 20 października 1990 | Seattle             | Stany Zjednoczone | Central Tavern                         | N/A                                           | N/A                     |
| 23 października 1990 | San Francisco       | Stany Zjednoczone | The Stone                              | N/A                                           | N/A                     |
| 24 października 1990 | Hollywood           | Stany Zjednoczone | The Palace                             | N/A                                           | Extreme                 |
| 27 października 1990 | Nowy Jork           | Stany Zjednoczone | The Limelight                          | N/A                                           | King’s X                |
| 5 listopada 1990     | Dallas              | Stany Zjednoczone | Marquee                                | N/A                                           | Extreme                 |
| 12 listopada 1990    | Toronto             | Kanada            | The Concert Hall                       | N/A                                           | Iggy Pop                |
| 13 listopada 1990    | Ottawa              | Kanada            | Porter Hall                            | N/A                                           | Iggy Pop                |
| 15 listopada 1990    | Montreal            | Kanada            | Spectrum                               | N/A                                           | Iggy Pop                |
| 16 listopada 1990    | Poughkeepsie        | Stany Zjednoczone | The Chance                             | N/A                                           | Iggy Pop                |
| 17 listopada 1990    | Boston              | Stany Zjednoczone | Citi Performing Arts Center            | N/A                                           | Iggy Pop                |
| 19 listopada 1990    | New Haven           | Stany Zjednoczone | Toad’s Place                           | N/A                                           | Iggy Pop                |
| 20 listopada 1990    | Baltimore           | Stany Zjednoczone | Hammerjacks Concert Hall and Nightclub | N/A                                           | Iggy Pop                |
| 21 listopada 1990    | Pittsburgh          | Stany Zjednoczone | Metropol                               | N/A                                           | Iggy Pop                |
| 23 listopada 1990    | Louisville          | Stany Zjednoczone | Vogue Theatre                          | N/A                                           | Iggy Pop                |
| 24 listopada 1990    | Saint Louis         | Stany Zjednoczone | Mississippi Nights                     | N/A                                           | Iggy Pop                |
| 25 listopada 1990    | Houston             | Stany Zjednoczone | Numbers                                | N/A                                           | Iggy Pop                |
| 27 listopada 1990    | Austin              | Stany Zjednoczone | Backroom                               | N/A                                           | Iggy Pop                |
| 28 listopada 1990    | Houston             | Stany Zjednoczone | Tower Theatre                          | N/A                                           | Iggy Pop                |
| 29 listopada 1990    | Dallas              | Stany Zjednoczone | Metroplex                              | N/A                                           | Iggy Pop                |
| 1 grudnia 1990       | Thornton            | Stany Zjednoczone |                                        | N/A                                           | Iggy Pop                |
| 3 grudnia 1990       | Las Vegas           | Stany Zjednoczone | Calamity Jane’s                        | N/A                                           | Iggy Pop                |
| 4 grudnia 1990       | Tempe               | Stany Zjednoczone | After the Gold Rush                    | N/A                                           | Iggy Pop                |
| 6 grudnia 1990       | Berkeley            | Stany Zjednoczone | Berkeley Community Theatre             | N/A                                           | Iggy Pop                |
| 7 grudnia 1990       | Sacramento          | Stany Zjednoczone | Cattle Club                            | N/A                                           | Iggy Pop                |
| 8 grudnia 1990       | Irvine              | Stany Zjednoczone | Crawford Hall                          | N/A                                           | Iggy Pop                |
| 9 grudnia 1990       | Hollywood           | Stany Zjednoczone | Hollywood Palladium                    | N/A                                           | Iggy Pop                |
| 12 grudnia 1990      | Tijuana             | Meksyk            | Iguana’s                               | N/A                                           | Iggy Pop                |
| 22 grudnia 1990      | Seattle             | Stany Zjednoczone | Moore Theatre                          | Pearl Jam                                     | N/A                     |
| 10 stycznia 1991     | Victoria            | Kanada            | Harpo’s                                | Pearl Jam                                     | N/A                     |
| 11 stycznia 1991     | Vancouver           | Kanada            | The Town Pump                          | Pearl Jam                                     | N/A                     |
| 17 stycznia 1991     | Portland            | Stany Zjednoczone | Memorial Coliseum                      | N/A                                           | Poison                  |
| 1 lutego 1991        | Seattle             | Stany Zjednoczone | Off Ramp Café                          | Pearl Jam • Sweet Water                       | N/A                     |
| 2 lutego 1991        | Bremerton           | Stany Zjednoczone | Kitsap Pavillion                       | N/A                                           | N/A                     |
| 7 lutego 1991        | Los Angeles         | Stany Zjednoczone | Florentine Gardens                     | Pearl Jam                                     | N/A                     |
| 8 lutego 1991        | Long Beach          | Stany Zjednoczone | Long Beach Arena                       | BulletBoys • Lynch Mob                        | L.A. Guns Ozzy Osbourne |
| 9 lutego 1991        | Westminster         | Stany Zjednoczone | The Marquee                            | N/A                                           | N/A                     |
| 10 lutego 1991       | San Diego           | Stany Zjednoczone | The Bacchanal                          | Pearl Jam                                     | N/A                     |
| 11 lutego 1991       | Los Angeles         | Stany Zjednoczone | Club With No Name                      | Electric Love Hogs Pearl Jam Thick as Thieves | N/A                     |
| 12 lutego 1991       | Hollywood           | Stany Zjednoczone | The Cathouse                           | Pearl Jam                                     | N/A                     |
| 13 lutego 1991       | West Hollywood      | Stany Zjednoczone | English Acid                           | N/A                                           | N/A                     |
| 15 lutego 1991       | San Francisco       | Stany Zjednoczone | I-Beam                                 | I Love You Pearl Jam Screaming Trees          | N/A                     |
| 16 lutego 1991       | Sacramento          | Stany Zjednoczone | Cattle Club                            | Lukin • Pearl Jam                             | N/A                     |
| 17 lutego 1991       | Eugene              | Stany Zjednoczone | W.O.W. Hall                            | Pearl Jam                                     | N/A                     |
| 20 lutego 1991       | Portland            | Stany Zjednoczone | Melody Ballroom                        | Love on Ice Lukin Pearl Jam                   | N/A                     |
| 21 lutego 1991       | Silverdale          | Stany Zjednoczone |                                        | N/A                                           | N/A                     |
| 22 lutego 1991       | Seattle             | Stany Zjednoczone | Off Ramp Café                          | Pearl Jam                                     | N/A                     |
| 23 lutego 1991       | Seattle             | Stany Zjednoczone | Paramount Theatre                      | N/A                                           | N/A                     |
| 3 marca 1991         | Seattle             | Stany Zjednoczone | Moore Theatre                          | N/A                                           | N/A                     |
| Europa               |                     |                   |                                        |                                               |                         |
| 8 marca 1991         | Londyn              | Anglia            | Marquee Club                           | N/A                                           | The Almighty Megadeth   |
| 10 marca 1991        | Zwolle              | Holandia          | IJsselhallen                           | N/A                                           | The Almighty Megadeth   |
| 11 marca 1991        | Düsseldorf          | Niemcy            | Philipshalle                           | N/A                                           | The Almighty Megadeth   |
| 12 marca 1991        | Fürth               | Niemcy            | Stadthalle Fürth                       | N/A                                           | The Almighty Megadeth   |
| 13 marca 1991        | Zurych              | Szwajcaria        | Volkshaus                              | N/A                                           | The Almighty Megadeth   |
| 14 marca 1991        | Aalen               | Niemcy            | Greut Halle                            | N/A                                           | The Almighty Megadeth   |
| 15 marca 1991        | Monachium           | Niemcy            | Deutsches Museum                       | N/A                                           | The Almighty Megadeth   |
| 16 marca 1991        | Völklingen          | Niemcy            | Sporthalle                             | N/A                                           | The Almighty Megadeth   |
| 17 marca 1991        | Hanower             | Niemcy            | Music Hall                             | N/A                                           | The Almighty Megadeth   |
| 18 marca 1991        | Berlin              | Niemcy            | Eissporthalle                          | N/A                                           | The Almighty Megadeth   |
| 19 marca 1991        | Ludwigshafen        | Niemcy            | Eberthalle                             | N/A                                           | The Almighty Megadeth   |
| 20 marca 1991        | Wertheim            | Niemcy            | Main Tauber Halle                      | N/A                                           | The Almighty Megadeth   |
| 21 marca 1991        | Paryż               | Francja           | Élysée Montmartre                      | N/A                                           | The Almighty Megadeth   |
| 23 marca 1991        | Birmingham          | Anglia            | NEC Arena                              | N/A                                           | The Almighty Megadeth   |
| 24 marca 1991        | Poole               | Anglia            | Poole Arts Centre                      | N/A                                           | The Almighty Megadeth   |
| 25 marca 1991        | Londyn              | Anglia            | Hammersmith Odeon                      | N/A                                           | The Almighty Megadeth   |
| 26 marca 1991        | Londyn              | Anglia            | Hammersmith Odeon                      | N/A                                           | The Almighty Megadeth   |
| 27 marca 1991        | Cambridge           | Anglia            | Cambridge Corn Exchange                | N/A                                           | The Almighty Megadeth   |
| 28 marca 1991        | Manchester          | Anglia            | Manchester Apollo                      | N/A                                           | The Almighty Megadeth   |
| 29 marca 1991        | Newcastle upon Tyne | Anglia            | Newcastle City Hall                    | N/A                                           | The Almighty Megadeth   |
| 30 marca 1991        | Edynburg            | Szkocja           | Edinburgh Playhouse                    | N/A                                           | The Almighty Megadeth   |
| 1 kwietnia 1991      | Dublin              | Irlandia          | Point Theatre                          | N/A                                           | The Almighty Megadeth   |
| Ameryka Północna     |                     |                   |                                        |                                               |                         |
| 17 kwietnia 1991     | Seattle             | Stany Zjednoczone | nabrzeże Pier 48                       | N/A                                           | N/A                     |
| Ameryka Północna     |                     |                   |                                        |                                               |                         |
| 16 sierpnia 1991     | Atlanta             | Stany Zjednoczone | Lakewood Amphitheatre                  | N/A                                           | Van Halen               |
| 17 sierpnia 1991     | Nashville           | Stany Zjednoczone | Starwood Amphitheatre                  | N/A                                           | Van Halen               |
| 20 sierpnia 1991     | Burgettstown        | Stany Zjednoczone | First Niagara Pavilion                 | N/A                                           | Van Halen               |
| 21 sierpnia 1991     | Cuyahoga Falls      | Stany Zjednoczone | Blossom Music Center                   | N/A                                           | Van Halen               |
| 22 sierpnia 1991     | Cincinnati          | Stany Zjednoczone | Bogart’s                               | N/A                                           | N/A                     |
| 23 sierpnia 1991     | Columbus            | Stany Zjednoczone | Newport Music Hall                     | N/A                                           | N/A                     |
| 24 sierpnia 1991     | Noblesville         | Stany Zjednoczone | Deer Creek Music Center                | N/A                                           | Van Halen               |
| 25 sierpnia 1991     | Maryland Heights    | Stany Zjednoczone | Riverport Amphitheatre                 | N/A                                           | Van Halen               |
| 26 sierpnia 1991     | Bonner Springs      | Stany Zjednoczone | Sandstone Amphitheater                 | N/A                                           | Van Halen               |
| 29 sierpnia 1991     | Clarkston           | Stany Zjednoczone | Pine Knob Music Theatre                | N/A                                           | Van Halen               |
| 30 sierpnia 1991     | Lansing             | Stany Zjednoczone | Silver Dollar Saloon                   | N/A                                           | N/A                     |
| 31 sierpnia 1991     | Milwaukee           | Stany Zjednoczone | Marcus Amphitheater                    | N/A                                           | Van Halen               |
| 1 września 1991      | Tinley Park         | Stany Zjednoczone | World Music Theatre                    | N/A                                           | Van Halen               |
| 6 września 1991      | Greenwood Village   | Stany Zjednoczone | Fiddler’s Green Amphitheatre           | N/A                                           | Van Halen               |
| 8 września 1991      | Phoenix             | Stany Zjednoczone | Desert Sky Pavilion                    | N/A                                           | Van Halen               |
| 9 września 1991      | Sacramento          | Stany Zjednoczone | Cal Expo Amphitheater                  | N/A                                           | Van Halen               |
| 10 września 1991     | Costa Mesa          | Stany Zjednoczone | Pacific Amphitheatre                   | N/A                                           | Van Halen               |
| 11 września 1991     | Costa Mesa          | Stany Zjednoczone | Pacific Amphitheatre                   | N/A                                           | Van Halen               |
| 13 września 1991     | Mountain View       | Stany Zjednoczone | Shoreline Amphitheatre                 | N/A                                           | Van Halen               |
| 14 września 1991     | Mountain View       | Stany Zjednoczone | Shoreline Amphitheatre                 | N/A                                           | Van Halen               |
| 15 września 1991     | Sacramento          | Stany Zjednoczone | Cal Expo Amphitheatre                  | N/A                                           | Van Halen               |
| 20 września 1991     | Nowy Jork           | Stany Zjednoczone | Academy Theater                        | N/A                                           | N/A                     |
| 3 października 1991  | Los Angeles         | Stany Zjednoczone | Marriott Hotel Ballroom                | N/A                                           | N/A                     |
| 6 października 1991  | Hollywood           | Stany Zjednoczone | Hollywood Palladium                    | Thunder • Spinal Tap                          | N/A                     |
| 8 października 1991  | Portland            | Stany Zjednoczone | Cumberland County Civic Center         | N/A                                           | Van Halen               |
| 9 października 1991  | Providence          | Stany Zjednoczone | Dunkin’ Donuts Center                  | N/A                                           | Van Halen               |
| 11 października 1991 | Hampton             | Stany Zjednoczone | Hampton Coliseum                       | N/A                                           | Van Halen               |
| 12 października 1991 | Raleigh             | Stany Zjednoczone | Hardee’s Walnut Creek Amphitheatre     | N/A                                           | Van Halen               |
| 15 października 1991 | Filadelfia          | Stany Zjednoczone | Spectrum                               | N/A                                           | Van Halen               |
| 16 października 1991 | Filadelfia          | Stany Zjednoczone | Spectrum                               | N/A                                           | Van Halen               |
| 17 października 1991 | Landover            | Stany Zjednoczone | Capital Centre                         | N/A                                           | Van Halen               |
| 20 października 1991 | Buffalo             | Stany Zjednoczone | Buffalo Memorial Auditorium            | N/A                                           | Van Halen               |
| 23 października 1991 | Albany              | Stany Zjednoczone | Knickerbocker Arena                    | N/A                                           | Van Halen               |
| 24 października 1991 | East Rutherford     | Stany Zjednoczone | Brendan Byrne Arena                    | N/A                                           | Van Halen               |
| 25 października 1991 | East Rutherford     | Stany Zjednoczone | Brendan Byrne Arena                    | N/A                                           | Van Halen               |
| 27 października 1991 | Uniondale           | Stany Zjednoczone | Nassau Veterans Memorial Coliseum      | N/A                                           | Van Halen               |
| 29 października 1991 | Hartford            | Stany Zjednoczone | Hartford Civic Center                  | N/A                                           | Van Halen               |
| 30 października 1991 | Worcester           | Stany Zjednoczone | Centrum in Worcester                   | N/A                                           | Van Halen               |
| 31 października 1991 | Worcester           | Stany Zjednoczone | Centrum in Worcester                   | N/A                                           | Van Halen               |
| 3 listopada 1991     | Montreal            | Kanada            | Montreal Forum                         | N/A                                           | Van Halen               |
| 4 listopada 1991     | Toronto             | Kanada            | SkyDome                                | N/A                                           | Van Halen               |
| 7 listopada 1991     | Winnipeg            | Kanada            | Winnipeg Arena                         | N/A                                           | Van Halen               |
| 9 listopada 1991     | Edmonton            | Kanada            | Northlands Coliseum                    | N/A                                           | Van Halen               |
| 10 listopada 1991    | Saskatoon           | Kanada            | Saskatchewan Place                     | N/A                                           | Van Halen               |
| 11 listopada 1991    | Calgary             | Kanada            | Olympic Saddledome                     | N/A                                           | Van Halen               |
| 13 listopada 1991    | Vancouver           | Kanada            | BC Place Stadium                       | N/A                                           | Van Halen               |
| 15 listopada 1991    | Portland            | Stany Zjednoczone | Memorial Coliseum                      | N/A                                           | Van Halen               |
| 16 listopada 1991    | Spokane             | Stany Zjednoczone | Bing Crosby Theater                    | N/A                                           | N/A                     |
| 3 grudnia 1991       | Shreveport          | Stany Zjednoczone | Hirsch Memorial Coliseum               | N/A                                           | Van Halen               |
| 6 grudnia 1991       | Biloxi              | Stany Zjednoczone | Mississippi Coast Coliseum             | N/A                                           | Van Halen               |
| 7 grudnia 1991       | Baton Rouge         | Stany Zjednoczone | Riverside Centroplex Arena             | N/A                                           | Van Halen               |
| 9 grudnia 1991       | Tallahassee         | Stany Zjednoczone | Leon County Civic Center               | N/A                                           | Van Halen               |
| 10 grudnia 1991      | Jacksonville        | Stany Zjednoczone | Jacksonville Memorial Coliseum         | N/A                                           | Van Halen               |
| 12 grudnia 1991      | St. Petersburg      | Stany Zjednoczone | Suncoast Dome                          | N/A                                           | Van Halen               |
| 13 grudnia 1991      | Miami               | Stany Zjednoczone | Miami Arena                            | N/A                                           | Van Halen               |
| 14 grudnia 1991      | Orlando             | Stany Zjednoczone | Orlando Arena                          | N/A                                           | Van Halen               |
| 21 grudnia 1991      | Seattle             | Stany Zjednoczone | Paramount Theatre                      | Sweet Water                                   | N/A                     |
| 22 stycznia 1992     | Tacoma              | Stany Zjednoczone | Tacoma Dome                            | N/A                                           | Van Halen               |
| 23 stycznia 1992     | Portland            | Stany Zjednoczone | Memorial Coliseum                      | N/A                                           | Van Halen               |

### Występy odwołane
| 29 września 1991 | Seattle, Stany Zjednoczone | RKCNDY | Odwołany |

## Sprzedaż biletów
| Obiekt                 | Miasto        | Sprzedaż biletów / Sprzedaż procentowa | Dochód    |
| ---------------------- | ------------- | -------------------------------------- | --------- |
| Shoreline Amphitheatre | Mountain View | 39 268 / 39 268 (100%)                 | 990 762 $ |
| Cal Expo Amphitheatre  | Sacramento    | 14 188 / 14 188 (100%)                 | 390 515 $ |

## Skład
Alice in Chains
- Layne Staley – śpiew
- Jerry Cantrell – gitara, wokal wspierający
- Mike Starr – gitara basowa, wokal wspierający
- Sean Kinney – perkusja

 Gościnnie
- Jeff Ament – gitara basowa w utworze „Taxi Driver” (11 lutego 1991)[47]
- Duff McKagan – gitara w utworze „Man in the Box” (6 października 1991)[48]

Pozostali
- A&R: Nick Terzo
- Management: Kelly Curtis, Susan Silver
- Roadie: Jimmy Shoaf, Randy Biro
- Projekt, wykonanie plakatów: The Art Institute of Seattle, James Tolin, P.O. BOX 2391 Kirkland, WA. 98083-2391